# Croix Blanche d'Ossun-ez-Angles
Pour les articles homonymes, voir Croix-Blanche (homonymie).
La croix blanche d'Ossun-ez-Angles est une croix de chemin située route de Bagnères à Ossun-ez-Angles, dans le département français des Hautes-Pyrénées, région Occitanie, en France.

## Description
Posé sur un socle en pierre de taille, un dé carré supporte une croix en fer forgé.

## Localisation

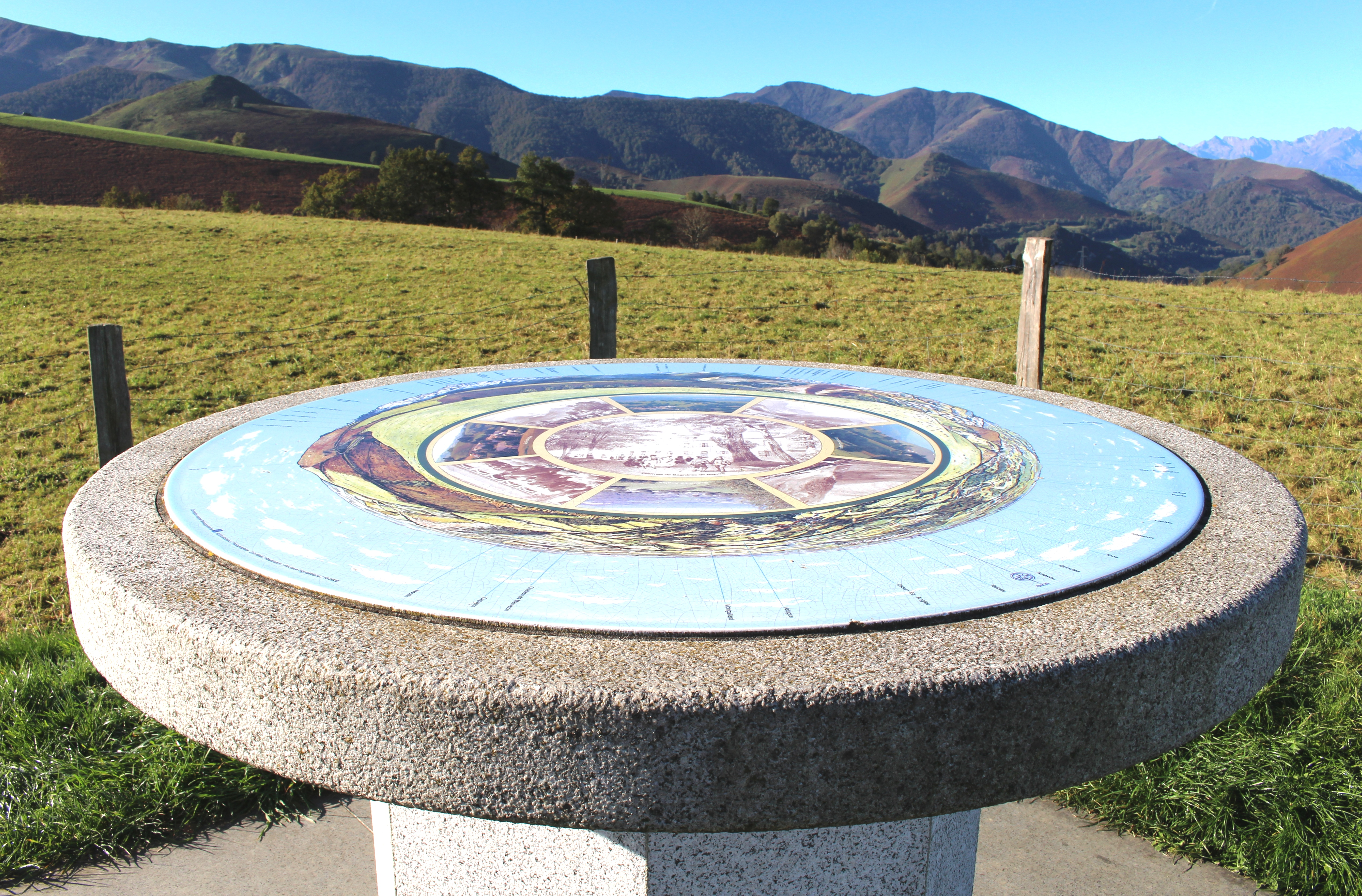
La table d'orientation.

La croix est située sur la commune d'Ossun-ez-Angles, sur la route reliant les communes d' Arrodets-ez-Angles et Germs-sur-l'Oussouet. Une table d'orientation se trouve à proximité.

## Historique
La croix actuelle a été installée en 1852 et bénie le 24 juin de la même année, en remplacement de la croix en marbre qui avait été érigée en 1676.

## Légende
Dans la monographie de l'instituteur public de l'école de Neuilh, M. Simon Lalanne, du 13 avril 1887 il conte la légende qui a été transmise ; celle de l'édification de la Croix Blanche. Voici ce qu'il rapporte à ce sujet : un jeune homme ayant été assassiné à cet endroit, ses parents y firent placer une petite croix en pierre blanchâtre. Cette pierre étant devenue à peu près ronde par la disparition presque complète des bras, les bergers s'amusaient souvent à la faire rouler jusqu'au fond d'un ravin, et pendant la nuit elle revenait d'elle-même à sa place. Pour perpétuer ce souvenir miraculeux, le curé de Neuilh, Cazaux Bernadette, eut l'idée en 1852 de remplacer la petite pierre par une grande croix en pierre blanche. C'est elle qu'on y voit encore aujourd'hui. Quant à la petite croix, elle a été placée sous le piédestal de la nouvelle.